# José Martins Pereira de Alencastre
José Martins Pereira de Alencastre (1831 — 1871) foi professor, historiador e político brasileiro.

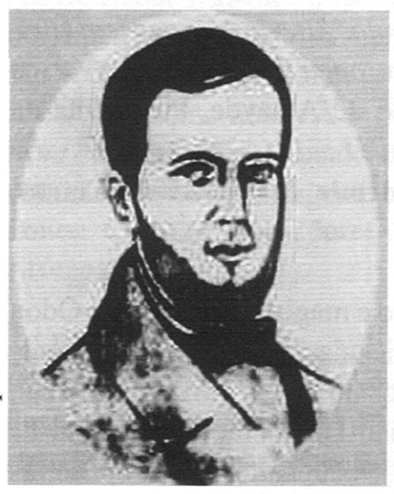
Retrato de José Martins Pereira de Alencastre.

Foi presidente das províncias de Goiás, de 21 de abril de 1861 a 26 de junho de 1862, e de Alagoas, de 30 de junho de 1866 a abril de 1867.
No Piauí foi promotor público, em Oeiras, então capital da província, onde em 1857 publicou a obra: Memória Cronológica, Histórica e Corográfica da Província do Piauí, publicada no tomo XX da Revista do Instituto Histórico e Geográfico Brasileiro (GONÇALVES, 2003, P.24).
É patrono  da cadeira numero 7 da Academia Goiana de Letras.